# Рамсар
Рамсар (на персийски: رامسر‎‎) е град в Иран, столица на шахрестан Рамсар, провинция Мазандаран. При преброяването от 2012 г. има 33 018 жители.
Рамсар се намира на брега на Каспийско море. Той е известен също като Сахцар в миналото. Местните хора говорят Гилянски език, освен официалния персийски език.

## Местоположение
Рамсар е най-западния шахрестан и град в провинция Мазандаран. Граничи с Каспийско море на север, провинция Гилян на запад, Казвин на юг и Тонекабон на изток.

## Туризъм
Рамсар е популярен морски курорт. Градът предлага и горещи извори, зелените гори на планината Алборз, ваканциония дворец на бившите шахове и хотел Рамсар. Двадесет и седем километра южно от Рамсар, и 2700 метра надморска височина в планината Алборз е село Джавахер Де, което е важна туристическа атракция в Рамсарски шахрестан.

## Рамсарска конвенция
Конвенцията за влажните зони, подписана в Рамсар през 1971 г., е междуправителствен договор, който предвижда ограничение за местните действия и международно сътрудничество за опазването и разумното ползване на влажните зони и техните ресурси. Налице са 160 договарящи се страни по конвенцията, с 1920 влажни зони на обща площ 1 680 000 km2, определени за включване в Рамсарсия списък на влажните зони с международно значение. 160 държави са подписали договора, в сравнение със 119 през 2000 г. и от 18 първоначално подписали през 1971 г. Подписалите се срещат на всеки три години.

## Климат
Северен Иран, както и повечето части на страната релефът е планински. В резултат на това, въздуха в Техеран е много сух. При движението му до Рамсар, той минава през планината, става по-влажен, поради влиянието на Каспийско море.
| Рамсар                                                    | Рамсар | Рамсар | Рамсар | Рамсар | Рамсар | Рамсар | Рамсар | Рамсар | Рамсар | Рамсар | Рамсар | Рамсар | Рамсар  |
| Месеци                                                    | яну.   | фев.   | март   | апр.   | май    | юни    | юли    | авг.   | сеп.   | окт.   | ное.   | дек.   | Годишно |
| Абсолютни максимални температури (°C)                     | 31,0   | 26,0   | 36,8   | 35,0   | 34,4   | 38,0   | 35,2   | 35,0   | 35,2   | 33,2   | 32,0   | 29,0   | 38,0    |
| Средни максимални температури (°C)                        | 10,8   | 10,3   | 11,7   | 16,5   | 21,5   | 25,9   | 28,6   | 28,3   | 25,7   | 21,3   | 17,4   | 13,5   | 19,3    |
| Средни температури (°C)                                   | 6,9    | 6,9    | 8,7    | 13,1   | 18,3   | 22,6   | 25,2   | 24,8   | 22,3   | 17,7   | 13,4   | 9,4    | 15,8    |
| Средни минимални температури (°C)                         | 3,4    | 3,7    | 5,9    | 9,8    | 14,7   | 18,8   | 21,4   | 21,3   | 19,0   | 14,5   | 9,8    | 5,7    | 12,3    |
| Абсолютни минимални температури (°C)                      | −10    | −6     | −3     | 0,0    | 5,0    | 9,0    | 15,0   | 16,0   | 10,0   | 5,0    | −1     | −2     | −10     |
| Средни месечни валежи (mm)                                | 86,5   | 73,7   | 85,6   | 46,9   | 47,6   | 51,0   | 36,4   | 77,5   | 152,5  | 273,1  | 172,9  | 124,9  | 1228,6  |
| --------------------------------------------------------- | ------ | ------ | ------ | ------ | ------ | ------ | ------ | ------ | ------ | ------ | ------ | ------ | ------- |
| Източник: NOAA Iran Meteorological Organization (records) |        |        |        |        |        |        |        |        |        |        |        |        |         |

## Радиоактивност
Област Талеш Махалех е най-радиоактивният населен район, известен на Земята, поради близките горещи извори и строителни материали, произхождащи от тях. Общото население от 2000 жители от тази област и други квартали получават средна доза на облъчване от 10 MGY годишно, десет пъти повече от препоръчваните ограничения за излагане на обществеността от изкуствени източници. Рекордни нива са открити в къща, където ефективната доза радиация поради външно облъчване е 131 мСв / а, и на предвидената доза от радон е 72 мСв / а. Този уникален случай е над 80 пъти по-висока от средните за света фонова радиация.
Преобладаващата радиация предизвиква рак, като рискът нараства линейно с дозата при ставка от 5%. Ако този линеен не-праг е верен, трябва да се наблюдава повишена честота на рак в Рамсар, понастоящем се извършват дългосрочни проучвания. Ранните анекдотични доказателства от местните лекари и предварителните цитогенетични проучвания предполагат, че може да има такъв вреден ефект, а може би дори по-радиодаптивен ефект. По-новите епидемиологични данни показват малко по-ниска ставка на рак на белия дроб и повишена заболеваемост, но малкият размер на населението (само 1800 жители) изисква по-дълъг период от време за наблюдение, за да се правят окончателни заключения.
Радиоактивността се дължи на местната геология. Подземната вода разтваря радий в магмени скали и го носи на повърхността чрез най-малко девет известни горещи извори. Те се използват като минерални извори от местните жители и туристите. Някои частици попадат в травертин, форма на варовик, а останалата част се разпространява в почвата, където се абсорбират от културите и се смесват с водата за пиене. Жителите несъзнателно използват радиоактивният варовик като строителен материал за домовете си. Камъкът ги облъчва и генерира газ радон, което обикновено е причина за появата на рак на белия дроб. Културите допринасят за 72 μSv на година до критична група от 50 души.

## Побратимени градове
- Портмонт, Чили (от 28 януари 2009 г.)
- Уакра, Катар (от 14 юни 2010 г.)
- Шираз, Иран (от 9 януари 2013 г.)

## Известни личности
- Есфандияр Рахим Машей (р. 1960) – политик
- Мохамад Реза Халатбари (р. 1983) – футболист

## Галерия
- Старият хотел на Рамсар
- Бюрото на Мохамед Реза Пахлави
- Гората Далихани
- Брегът на Каспийско море
- Мост
- Пазар